# Stelvio nationalpark
Stelvio nationalpark ligger i norra Italien i Alperna vid gränsen mot Schweiz.
Det alpina landskapet fick sitt nuvarande utseende av glaciärerna som är kvarlevor av den senaste istiden. Glaciärerna storlek minskade däremot markant sedan 1950-talet och ännu snabbare mellan 1991 och 2003. I nationalparken förekommer bergstoppar med ingen eller glest fördelad växtlighet, bergsängar, buskskogar med arter av Rododendronsläktet samt barrskogar som domineras av cembratall (Pinus cembra) och lärk.
Nationalparkens högsta topp är Ortler som ligger 3905 meter över havet.

## Fauna
Fåglarna och däggdjuren som lever i regionen kännetecknas av tjock fjäderdräkt respektive päls som även täcker extremiteterna. Av de stora hovdjuren lever rådjur och kronhjort i skogarna och gems vistas i parkens öppna och klippiga delar. Stenbocken var tidvis utdöd i regionen men den återintroducerades under 1960-talet och den etablerade fram till 2010-talet ett stabilt bestånd. Nationalparken besöks ibland av brunbjörnar som har sitt ide i andra delar av Alperna. Ett mer typiskt däggdjur är alpmurmeldjuret som har sina underjordiska bon i områden med gräs, klippor och stenar.
I parken förekommer aspishuggormen (Vipera aspis) och huggormen (Vipera berus). Typiska fåglar av den öppna terrängen är klippsvalan (Ptyonoprogne rupestris) och alpkajan (Pyrrhocorax graculus). Regionen är dessutom rik på rovlevande fåglar varav kungsörn (Aquila chrysaetos) och lammgam (Gypaetus barbatus) är de största. Den senare hade en tid försvunnit men den kom tillbaka och häckar i parken.

## Vandring
Många vandringsstigar skapades ursprungligen under Första världskriget när enheter från Kungariket Italien stred mot soldater från Österrike-Ungern.